# Село Честобродица, борци пали у ратовима од 1912. до 1918. године
Списак бораца из села Честобродица, Општина Пожега, погинулих и умрлих у Балканским и Првом светском рату преузет је из књиге „Пожега и околина”, објављене 1978. године.
Подаци за подручје Пожеге прикупљани су у периоду 1976–1977. године преко матичних књига умрлих, спомен-плоча, крајпуташа, као и разговора са преживелим борцима и појединим грађанима који су по сећању могли да дају податке, уз напомену да спискови могуће да нису потпуни, због временске дистанце и недостатка поузданих извора.

## Списак
1. Алексић Ђорђе
2. Арсенијевић Гаврило
3. Арсенијевић Миленко
4. Арсенијевић Рисим
5. Зарић Новица
6. Зеленовић Недељко
7. Илић Светозар
8. Илић Ђорђе
9. Илић Живојин
10. Јаковљевић Милић
11. Јеремић Милосав
12. Јовановић Јован
13. Ковачевић Павле
14. Ковачевић Глигорије
15. Ковачевић Радомир
16. Костић Милић
17. Костић Константин
18. Костић Живко
19. Матовић Матија
20. Никитовић Вујица
21. Обрадовић Миљко
22. Павловић Томо
23. Петровић Радоје
24. Петровић Петар
25. Петровић Момир
26. Радивојевић Александар
27. Радовановић Светислав
28. Радовановић Добросав
29. Радовановић Драгић
30. Радовановић Здравко
31. Радовановић Михаило
32. Ристовић Леко
33. Ристовић Миленко
34. Ристовић Радојица[1]